# Mirbelia rubiifolia
Mirbelia rubiifolia är en ärtväxtart som först beskrevs av Henry Charles Andrews, och fick sitt nu gällande namn av George Don jr. Mirbelia rubiifolia ingår i släktet Mirbelia och familjen ärtväxter. Inga underarter finns listade i Catalogue of Life.

## Bildgalleri

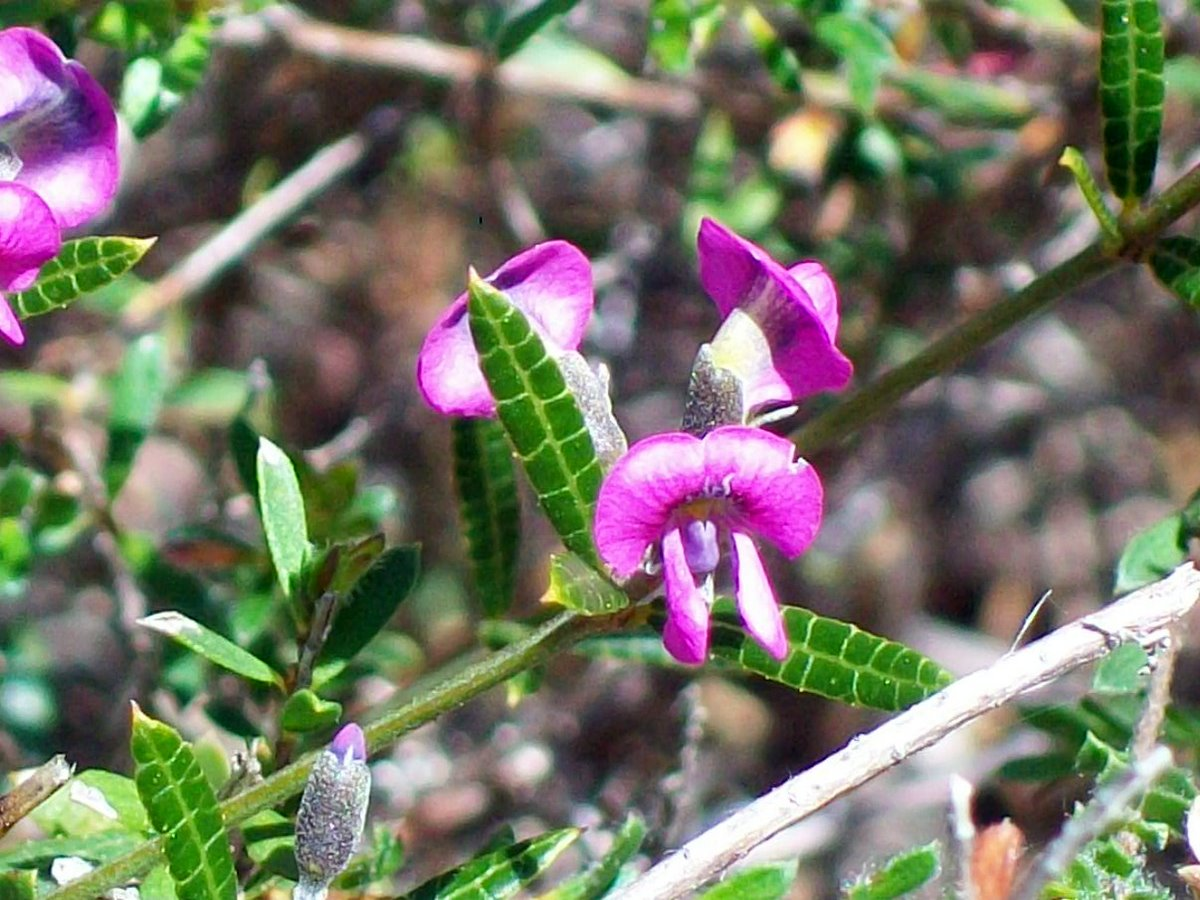